# عذم بافاري
العذم البافاري (باللاتينية: Stipa pulcherrima subsp. bavarica) نوع نباتي يتبع جنس العذم من الفصيلة النجيلية.
موطنه ألمانيا..